# Andri Bass
Andri Bass (* 21. April 2001) ist ein Schweizer Unihockeyspieler, der beim Nationalliga-A-Verein Chur Unihockey unter Vertrag steht.

## Karriere

### Verein
Während der Saison 2019/20 debütierte Bass in der ersten Mannschaft von Chur Unihockey, nachdem er sämtliche Nachwuchsstufen der Churer durchlief. 
Am 12. Februar 2021 verkündete Chur Unihockey, dass sie mit dem Nachwuchsnationalspieler einen Vertrag über zwei Jahre unterzeichnet hat.

### Nationalmannschaft
2018 bestritt seine ersten Länderspiele für die U19-Nationalmannschaft. Nach den beiden Spielen wurde Bass vom Nationaltrainer nicht mehr aufgeboten.